# لن گیلکریست
لن گیلکریست (انگلیسی: Len Gilchrist؛ 5 September 1881 – ۱۹۵۸ (۷۶−۷۷ سال)) بازیکن فوتبال اهل بریتانیا بود.